# Vilar de Lor
Vilar de Lor (llamada oficialmente San Xosé de Vilar de Lor) es una parroquia y una aldea española del municipio de Quiroga, en la provincia de Lugo, Galicia.

## Geografía
Esta zona es conocida como A Montaña do Lor y está limitando con los ayuntamientos de Folgoso de Caurel y Puebla del Brollón.

## Organización territorial
La parroquia está formada por seis entidades de población:
- Bustelo de Lor
- Lamas de Lor
- Orxais
- Soán
- Vilar de Lor
- Xestoso

## Demografía

### Parroquia
| Gráfica de evolución demográfica de Vilar de Lor (parroquia) entre 2000 y 2020 |
|                                                                                |
| Datos según el nomenclátor publicado por el INE.                               |

### Aldea
| Gráfica de evolución demográfica de Vilar de Lor (aldea) entre 2000 y 2020 |
|                                                                            |
| Datos según el nomenclátor publicado por el INE.                           |

## Festividades
- Rosario: en Bustelo, Vilar y Lamas la primera semana del mes de octubre
- San Antonio: celebrado en Xestoso en el fin de semana siguiente al San Antonio.
- Santa Isabel: celebrado en Orxais y Soán el primero de agosto.
- San José: celebrado en Bustelo, Vilar y Lamas; celebrándose en el Campo de la Fiesta esta última: 19 de marzo.
- San Sebastián: celebrada en Orxais y Soán el tercer fin de semana de enero.